# Ulster Trophy
Ulster Trophy je bila avtomobilistična dirka, ki je med letoma 1946 in 1953 potekala v britanskem mestih Ballyclare in Dundrod. Nobenemu od dirkačev ni uspelo zmagati več kot enkrat, med moštvi pa je najuspešnejši Ferrari s tremi zmagami.

## Zmagovalci
| Leto | Zmagovalec      | Moštvo     | Dirkališče | Poročilo |
| ---- | --------------- | ---------- | ---------- | -------- |
| 1953 | Mike Hawthorn   | Ferrari    | Dundrod    | Poročilo |
| 1952 | Piero Taruffi   | Ferrari    | Dundrod    | Poročilo |
| 1951 | Giuseppe Farina | Alfa Romeo | Dundrod    | Poročilo |
| 1950 | Peter Whitehead | Ferrari    | Dundrod    | Poročilo |
| 1947 | Bob Gerard      | ERA        | Ballyclare | Poročilo |
| 1946 | Princ Bira      | ERA        | Ballyclare | Poročilo |